# Denis Vulcan
Denis Marian Vulcan, né le 18 août 1999, à Arad, est un coureur cycliste roumain.

## Biographie
Originaire d'Arad, Denis Vulcan déménage avec ses parents à Albatera en Espagne, alors qu'il est âgé de trois ans. Il commence le cyclisme en février 2014 grâce à son son père, pratiquant de VTT, qui lui offre son premier vélo. Après quelques bons résultats en VTT, il participe à ses premières courses sur route en 2015 avec le Grupo Deportivo Llopis, basé dans la province d'Alicante. 
En 2016, il se distingue en obtenant environ 30 tops 10. La même année, il est sélectionné en équipe nationale pour les championnats du monde de Doha, où il se classe 33e de la course en ligne juniors. Il s'illustre ensuite lors de la saison 2017 en étant l'un des meilleurs cyclistes juniors en Espagne. Régulier, il remporte notamment trois courses par étapes, et termine à la première place au classement final de la Fédération royale espagnole de cyclisme dans sa tranche d'âge. Il finit également troisième de la Coupe d'Espagne juniors. De nouveau sélectionné pour les championnats du monde, il se classe 90e, victime d'un incident mécanique.
En 2018, il rejoint le club espagnol Escribano Sport, pour son passage chez les espoirs (moins de 23 ans). Au mois d'août, il intègre l'équipe continentale italo-roumaine MsTina-Focus en tant que stagiaire. Pour sa première course avec l'équipe, il termine dixième du Tour de Szeklerland. À l'issue de ce stage, il signe un contrat avec l'équipe pour la saison suivante.
Il commence sa saison 2019 au Trofeo Laigueglia. En juin, il termine dix-septième du Tour de Kumano, et deuxième du classement des jeunes.

## Palmarès et résultats

### Palmarès par année
- 2017
  - Circuito Cántabro Junior
  - 2e du championnat de Roumanie du contre-la-montre juniors
  - 2e du Tour de Pampelune
  - 3e de la Coupe d'Espagne juniors
- 2019
  -  Champion de Roumanie sur route espoirs[10]
  - 2e du championnat de Roumanie du contre-la-montre espoirs

### Classements mondiaux
| Année                                 | 2018  | 2019 |
| ------------------------------------- | ----- | ---- |
| Classement mondial                    | 3001e | 642e |
| UCI Europe Tour                       | 2001e | 478e |
|                                       |       |      |
| Légende : nc = non classéSource : UCI |       |      |